# Мария Реститута
Мария Реститута (светское имя — Гелена Кафкова, чеш. Helena Kafková; 1 мая 1894, Гусовице (ныне часть Брно), Австро-Венгрия — 30 марта 1943, Вена, Третий рейх) — блаженная Римско-католической церкви, монахиня, медсестра, мученица.

## Биография
Родилась в семье сапожника. В возрасте 2 лет родители перевезли её в Вену. После окончания начальной школы работала санитаркой в одной из венских больниц.
В 1913 году поступила в монастырь, приняв монашеское имя в честь христианского мученика четвёртого столетия имя Реститута. После Первой мировой войны работала хирургической медсестрой.
После аншлюса Австрии в 1938 году открыто противостояла фашистскому режиму, который установился в Австрии. Написала два открытых письма, в которых осуждала нацистский режим, и отказалась по приказу директора больницы, фанатично придерживавшегося нацистских взглядов, снять распятие со стены одной из больничных палат. Эти акты неповиновения стали причиной её дальнейшего ареста. В 1942 году она была арестована Гестапо за государственную измену и приговорена к смерти через обезглавливание гильотиной.
Была казнена 30 марта 1943 года.
В её честь в Вене названа улица Schwester Maria Restituta-Gasse, на которой сегодня находится больница Mödling, в которой работала святая Мария Реститута.

## Беатификация
Была беатифицирована 21 июня 1998 года римским папой Иоанном Павлом II.